# Forcipella
Forcipella, biljni rod iz porodice primogovki smješten u podtribus  Whitfieldiinae, dio tribusa Whitfieldieae,  potporodica Acanthoideae. Sastoji se od 4 vrste polugrmova ili grmova, sve su Madagaskarski endemi Opisan je u Histoire des Plantes 10: 444. 1891.  

## Vrste
1. Forcipella cleistochlamys Lindau
2. Forcipella involucrata Benoist
3. Forcipella madagascariensis Baill.
4. Forcipella repanda Benoist